# Gdańsk Lech Wałęsa repülőtér
A Gdańsk Lech Wałęsa repülőtér (IATA: GDN, ICAO: EPGD) Lengyelország egyik nemzetközi repülőtere, amely Gdańsk közelében található. Éves utasforgalma 4 576 705 fő (2022).

## Légitársaságok és úticélok
| Légitársaság                  | Célállomások |
| ----------------------------- | --- |
| Aegean Airlines               | Szezonális charter: Heraklion |
| Corendon Airlines             | Szezonális: Antalya |
| Enter Air                     | Szezonális: Málaga Charter: Hurghada Szezonális charter: Antalya, Bodrum, Burgas, Dalaman, Fuerteventura, Girona, Izmir, Kos, Marsa Alam , Palma de Mallorca, Rhodes, Tenerife–South, Varna, Zakynthos |
| Eurowings                     | Düsseldorf |
| Finnair                       | Helsinki |
| KLM                           | Amsterdam |
| LOT                           | Kraków, Warsaw–Chopin Szezonális: Rzeszów Szezonális charter: Rhodes |
| Lufthansa                     | Frankfurt, München |
| Norwegian                     | Bergen, Koppenhága, Helsinki, Oslo–Gardermoen, Stockholm–Arlanda, Trondheim |
| Onur Air                      | Szezonális charter: Antalya, Bodrum |
| Pegasus Airlines              | Szezonális charter: Antalya |
| Ryanair                       | Aarhus, Alicante, Bergamo, Birmingham, Bristol, Copenhagen, Cork, Dublin, Edinburgh, Gothenburg, Hamburg, Kiev–Boryspil, Kraków, Leeds/Bradford, London–Stansted, Malta, Manchester, Odessa, Sandefjord, Stockholm–Skavsta, Växjö, Wrocław Szezonális: Athens, Belfast–International, Burgas, Kalamata, Newcastle upon Tyne, Pisa |
| Scandinavian Airlines         | Copenhagen, Oslo–Gardermoen Szezonális: Stockholm–Arlanda |
| Smartwings Poland             | Charter: Tenerife–South |
| SunExpress                    | Szezonális: Antalya |
| Swiss International Air Lines | Szezonális: Zürich |
| Wizz Air                      | Aberdeen, Ålesund, Bari, Beauvais, Bergamo, Bergen, Billund, Bodø, Bremen, Köln/Bonn, Doncaster/Sheffield, Dortmund, Edinburgh, Eindhoven, Gothenburg, Hamburg, Haugesund, Kharkiv, Kiev–Zhuliany, Kristiansand, Kutaisi, Liverpool, London–Gatwick, London–Luton, Lviv, Malmö, Molde, Odessa, Oslo–Gardermoen, Reykjavík–Keflavík, Sandefjord, Skellefteå, Stavanger, Stockholm–Skavsta, Tromsø, Trondheim, Turku, Vienna, Zaporizhia Szezonális: Barcelona |

## Futópályák
A repülőtér futópályái:
- 11/29 (2800 m, 45 m, aszfalt)

## Forgalom
Az utasforgalom az elmúlt években az alábbi módon változott:
| Utasok száma | 129 945 | 178 025 | 249 913 | 365 036 | 1 249 780 | 1 890 925 | 2 905 710 | 4 004 081 | 5 376 120 | 4 576 705 |
|              | 1993    | 1996    | 1999    | 2003    | 2006      | 2009      | 2012      | 2016      | 2019      | 2022      |